# William Browder

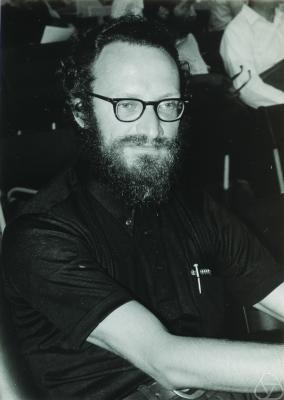
William Browder, 1970

William Browder (* 6. Januar 1934 in New York City; † 4. Februar 2025) war ein US-amerikanischer Mathematiker, der sich mit Topologie (algebraische Topologie, Differentialtopologie) beschäftigte.

## Werdegang
Browder war der Sohn des zeitweiligen Generalsekretärs der Kommunistischen Partei der USA Earl Browder und Bruder des Mathematikers Felix Browder. Er studierte am Massachusetts Institute of Technology (MIT, Master-Abschluss 1954) und promovierte 1958 bei John Coleman Moore an der Princeton University (Homology of Loop Spaces). Ab 1964 war er Professor in Princeton. 1963/64 und 1975 war er am Institute for Advanced Study.
1966 hielt er einen Vortrag auf dem Internationalen Mathematikerkongress (ICM) in Moskau (Embedding smooth manifolds) und 1970 einen Plenarvortrag auf dem ICM in Nizza (Manifolds and Homotopy Theory).
Von 1989 bis 1991 war er Präsident der American Mathematical Society, deren Fellow er war. Er war ab 1980 Mitglied der National Academy of Sciences und ab 1984 der American Academy of Arts and Sciences.
Browder war mit Sergei Nowikow, Dennis Sullivan und Terry Wall einer der Pioniere der Surgery-Methode (Chirurgie) der Zerschneidung von Mannigfaltigkeiten in der geometrischen Topologie.
Zu seinen Doktoranden zählen Sylvain Cappell, Michael Freedman, Frank Quinn, Dennis Sullivan und Alexander Zabrodsky.

## Schriften
- Surgery on simply connected manifolds. In: Ergebnisse der Mathematik und ihrer Grenzgebiete. Springer, 1972.
- Torsion in H-spaces. Ann. of Math. (2) 74 1961 24–51.
- Homotopy commutative H-spaces. Ann. of Math. (2) 75 1962 283–311.
- The Kervaire invariant of framed manifolds and its generalization. Ann. of Math. (2) 90 1969 157–186.
- Poincaré spaces, their normal fibrations and surgery. Invent. Math. 17 (1972), 191–202.
- mit Hsiang: G-actions and the fundamental group. Invent. Math. 65 (1981/82), no. 3, 411–424.
- mit Adem: The free rank of symmetry of (Sn)k. Invent. Math. 92 (1988), no. 2, 431–440.